# Apanhador Só
Apanhador Só foi uma banda de rock alternativo brasileira, fundada no ano de 2003 no estado do Rio Grande do Sul e encerrada em 2018.

## História
Em 2006, a banda lançou o EP Embrulho Pra Levar. Com ele, foi ao Rio de Janeiro para abrir um show de Maria Rita. Seguiram-se apresentações em São Paulo, que renderam bons comentários e garantiram uma volta à capital paulista.
Nos anos seguintes, o grupo experimentou com formatos diferentes para o lançamento de suas músicas: Acústico-Sucateiro (2011) foi apresentado ao público em fita cassete, e Paraquedas (2012) como um disco de vinil de 7 polegadas. A gravação foi produzida por Curumin.
A experimentação acontece também na sonoridade da banda. Os shows de Acústico-Sucateiro, por exemplo, incluíram interferências com objetos como gaiolas, talheres, walkie-talkies e um ralador de queijo.
Em 2012, o grupo recorreu ao financiamento coletivo (crowdfunding) para viabilizar a gravação do seu segundo álbum. O projeto arrecadou pouco mais de R$ 55 mil na plataforma Catarse. O álbum, Antes que Tu Conte Outra, foi lançado em maio e recebeu o prêmio de álbum do ano pela APCA (Associação Paulista de Críticos de Arte).
Em 2016, a partir de julho, o grupo fez pausa antes de entrar em estúdio para gravar o terceiro disco, que ainda não tinha data de lançamento. Também em 2016, participaram da faixa "Tá Com Dólar, Tá Com Deus”, do Francisco, el Hombre, presente em seu álbum Soltasbruxa.
Em agosto de 2017, lançam o terceiro trabalho Meio que Tudo É Um.
Ainda em 2017, a banda interrompeu temporariamente suas atividades após uma denúncia de relacionamento abusivo de um dos integrantes, mas retornou aos palcos após novas manifestações sobre o caso por parte da autora do relato. Em agosto de 2018, a banda fez mais uma pausa, da qual não retornou.

## Integrantes
- Alexandre Kumpinski - Voz e Violão
- Felipe Zancanaro - Guitarra
- Fernão Agra - Baixo

Músicos de apoio: Bruno Neves e Lorenzo Flach
A formação original contava ainda com Carina Levitan e Haroldo Paraguassu.

## Discografia

### Álbuns de estúdio
- 2010 - Apanhador Só
- 2013 - Antes Que Tu Conte Outra
- 2017 - Meio Que Tudo É Um

## Prêmios e indicações

### Prêmio Açorianos
| Ano  | Categoria         | Indicação                | Resultado |
| ---- | ----------------- | ------------------------ | --------- |
| 2010 | Disco de Pop/Rock | Apanhador Só             | Venceu    |
| 2010 | Revelação do Ano  | Apanhador Só             | Indicado  |
| 2013 | Álbum Pop         | Antes que Tu Conte Outra | Venceu    |
| 2013 | Espetáculo do Ano | Antes que Tu Conte Outra | Indicado  |